# Intel 80186

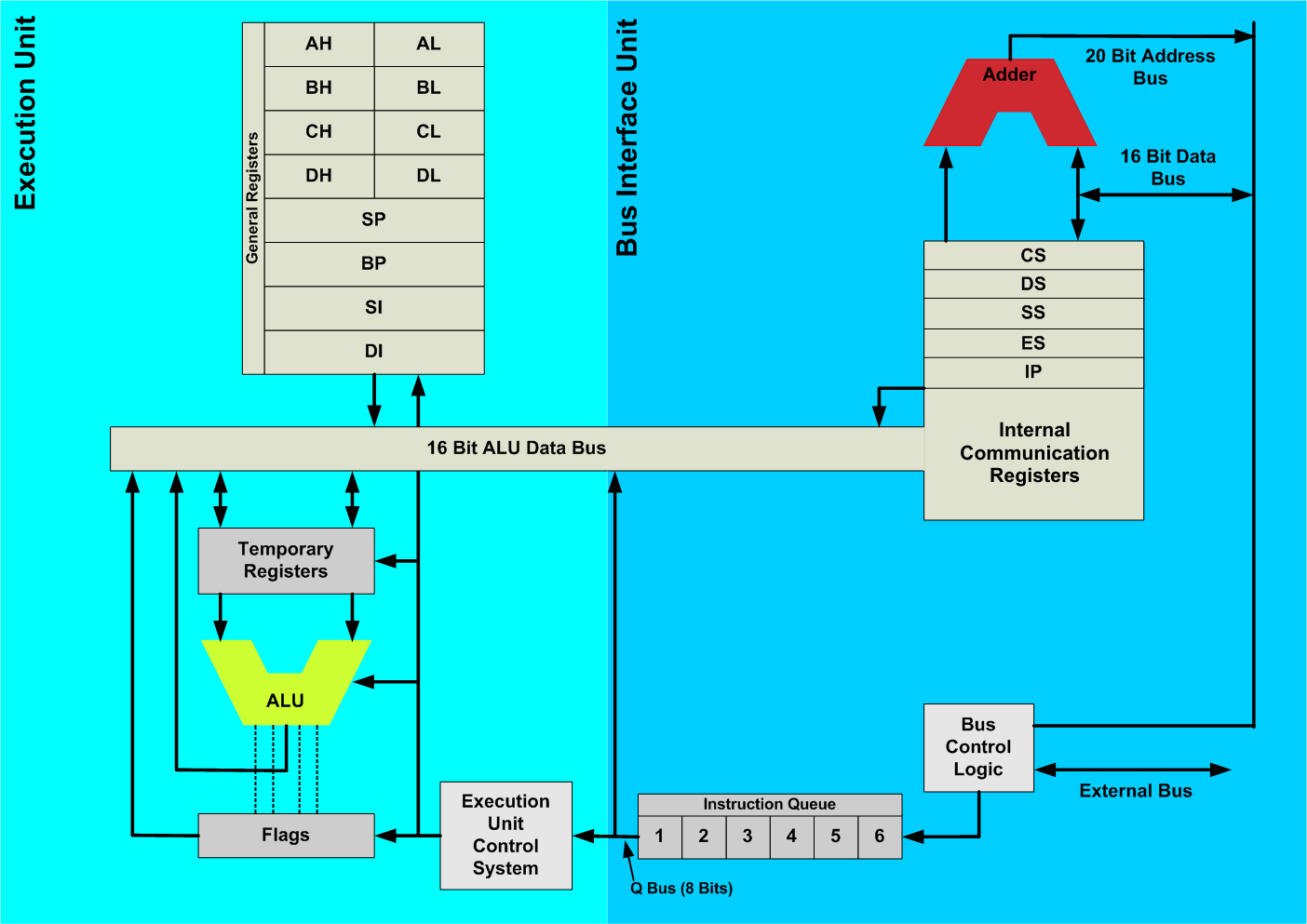
Grafisk representation av arkitekturen i 80186-processorn

Intel 80186 och 80188 är mikroprocessorer i x86 serien som inte fick någon bredare användning i persondatorer, med undantag för bland annat den svenska skoldatorn Compis.
80186 och 80188 är högre integrerade och snabbare versioner av 8086 och 8088 och tillverkades fram till september 2007 för inbyggda system.